# Middelduinen
De Middelduinen is een natuurgebied tussen Ouddorp en het gehucht Oostdijk. Het is eigenlijk een binnenduingebied, gelegen achter de zogenaamde buiten- of kustduinen. De kop van Goeree kent drie binnenduingebieden; de Westduinen, de Middelduinen en de Oostduinen.
Sinds het ontstaan van dit gebied in de vroege middeleeuwen (ca. 600 na Chr.) is het (behalve voor beweiding) nooit door de mens in gebruik geweest en vrijwel onveranderd gebleven. Dit maakt het voor Nederland een uniek natuurgebied. Pas omstreeks 1100 ontstonden de jongere buitenduinen als een nieuwe duinboog op enige afstand ten noordwesten van de binnenduinen. De vlakte tussen de Middelduinen en de Westduinen is het eerst ingepolderd met de indijking van de polder Oudeland van Diependorst. Zo ontstond het eiland Westvoorn. Tot in onze dagen worden door bewoners van Goeree de relatief vlakke binnenduinen aangeduid als geschapen land, in tegenstelling tot de omliggende polders.
In de Middelduinen en Oostduinen vindt sinds respectievelijk 1938 en 1934 waterwinning plaats, waardoor deze gebieden te lijden hebben gehad onder verdroging. Nabij de Oostdijk is hier een Pompstation Ouddorp van Evides gelegen, een productiestation voor drinkwater. Aan de andere kant van dit waterwingebied beginnen de Oostduinen. In de Middelduinen werd de beweiding in 1972 gestopt. Verdroging en het staken van het beheer hebben geleid tot sterke verruiging en uitbreiding van struweel. Een klein gedeelte is bebost. Tussen de Middelduinen en de Kustduinen lag van oudsher een langwerpig landbouwgebied, De Enden. In 2008 is dit unieke gebied verdwenen en bij het natuurgebied getrokken.

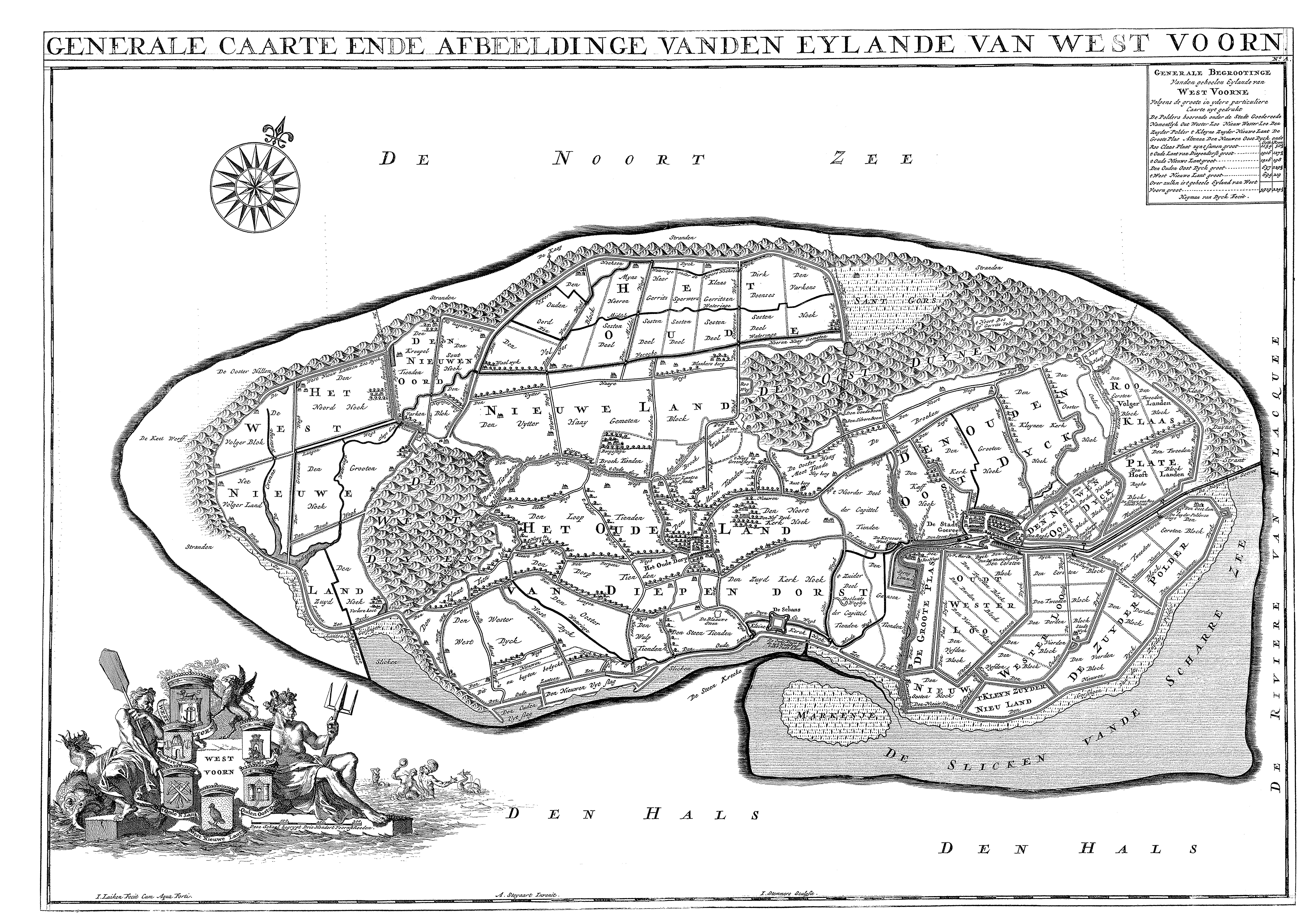
Op deze kaart van het eiland Westvoorn uit de 17e eeuw zijn de binnenduinen goed te zien